# Cantón de Garlin
El cantón de Garlin era una división administrativa francesa, situada en el departamento de los Pirineos Atlánticos y la región Aquitania.

## Composición
El cantón de Garlin agrupaba 19 comunas:
- Aubous
- Aydie
- Baliracq-Maumusson
- Boueilh-Boueilho-Lasque
- Burosse-Mendousse
- Castetpugon
- Conchez-de-Béarn
- Diusse
- Garlin
- Mascaraàs-Haron
- Moncla
- Mont-Disse
- Mouhous
- Portet
- Ribarrouy
- Saint-Jean-Poudge
- Tadousse-Ussau
- Taron-Sadirac-Viellenave
- Vialer.

## Supresión del cantón de Garlin
En aplicación del Decreto n.º 2014-248 de 25 de febrero de 2014 el cantón de Garlin fue suprimido el 22 de marzo de 2015 y sus diecinueve comunas pasaron a formar parte del nuevo cantón de Tierras del Luys y Laderas de Vic-Bilh.